# Good Companion
Good Companion è stato un club problemistico statunitense, fondato a Filadelfia nel 1913 da James Francis Magee e Alain Campbell White. Il club riuniva i «Buoni Compagni», fino a 600 membri problemisti sparsi in tutto il mondo.
Dal 1913 al 1924 il club pubblicò dei bollettini col titolo «The Good Companion Chess Problem Club (Our Folder)», diffondendo in Europa ed America i migliori problemi dei concorsi indetti dal club.
Il Good Companion si occupò principalmente dei problemi in due mosse, dandovi un impulso eccezionale, per l'alto livello dei lavori inviati dai membri, tra cui gli italiani Giorgio Guidelli, Alberto Mari e Antonio Bottacchi.
Grazie al mecenatismo di Magee e di White e alla capacità organizzativa di John Gardner di Toronto, il club superò le difficoltà della prima guerra mondiale, ma in seguito alla nascita di nuove riviste e delle sezioni problemistiche nazionali, e al ritiro di White per motivi di salute, venne sciolto nel 1924.